# Esmeralda Calabria
Esmeralda Calabria (Roma, 1964) è una montatrice e regista italiana.

## Biografia
Ha esordito come montatrice nel 1992 e nel 2007 ha diretto il suo primo film, Biùtiful cauntri, insieme ad Andrea D'Ambrosio e Peppe Ruggiero.
Ha vinto tre David di Donatello per il miglior montatore: nel 1999 per Fuori dal mondo, nel 2006 per Romanzo criminale e nel 2020 per Favolacce. Nel 2001 è stata candidata per lo stesso premio per La stanza del figlio. Nel 2009 riceve il Nastro d'argento per miglior documentario uscito in sala per Biùtiful Cauntri e il Premio Giovani Giuseppe Fava

## Filmografia

### Montatrice

#### Cinema
- Nodo al cuore , regia di Paola Columba - cortometraggio (1989)
- 8 rigenerazione, regia di Riccardo Cannone - mediometraggio (1992)
- Condannato a nozze , regia di Giuseppe Piccioni (1993)
- Io e Annabella, regia di Mary Sellers - cortometraggio (1993)
- Cuori al verde, regia di Giuseppe Piccioni (1996)
- Le mani forti, regia di Franco Bernini (1997)
- L'albero delle pere, regia di Francesca Archibugi - anche attrice (1998)
- Fuori dal mondo, regia di Giuseppe Piccioni (1999)
- Tutti gli uomini del deficiente, regia di Paolo Costella (1999)
- La stanza del figlio, regia di Nanni Moretti (2001)
- Luce dei miei occhi, regia di Giuseppe Piccioni (2001)
- Un viaggio chiamato amore, regia di Michele Placido (2002)
- Il segreto del successo, regia di Massimo Martelli (2003)
- Il siero della vanità, regia di Alex Infascelli (2004)
- Ovunque sei, regia di Michele Placido (2004)
- Romanzo criminale, regia di Michele Placido (2005)
- Il caimano, regia di Nanni Moretti (2006)
- Checosamanca, regia collettiva (2006)
- Lezioni di volo, regia di Francesca Archibugi (2007)
- Lascia perdere, Johnny!, regia di Fabrizio Bentivoglio (2007)
- Tutta la vita davanti, regia di Paolo Virzì (2008)
- Giulia non esce la sera, regia di Giuseppe Piccioni (2009)
- La fisica dell'acqua, regia di Felice Farina (2009)
- L'uomo nero, regia di Sergio Rubini (2009)
- Habemus Papam, regia di Nanni Moretti (2011)
- Ciliegine (La cerise sur le gâteau), regia di Laura Morante (2012)
- Il rosso e il blu, regia di Giuseppe Piccioni (2012)
- Un giorno devi andare, regia di Giorgio Diritti (2013)
- È stata lei, regia di Francesca Archibugi - cortometraggio (2013)
- Patria, regia di Felice Farina (2014)
- Banana, regia di Andrea Jublin (2015)
- Una storia senza nome, regia di Roberto Andò (2018)
- Vivere, regia di Francesca Archibugi (2019)
- Favolacce, regia di Damiano e Fabio D'Innocenzo (2020)
- Atlas, regia di Niccolò Castelli (2021)
- L'ombra del giorno, regia di Giuseppe Piccioni (2022)
- La stranezza, regia di Roberto Andò (2022)
- Il colibrì, regia di Francesca Archibugi (2022)
- Il treno dei bambini, regia di Cristina Comencini (2024)
- Finché notte non ci separi, regia di Riccardo Antonaroli (2024)
- L'abbaglio, regia di Roberto Andò (2025)

#### Televisione
- Morte di un pacifista , regia di Giancarlo Bocchi - documentario (1995)
- Viaggio nel pianeta Marcos , regia di Giancarlo Bocchi - cortometraggio documentario (1996)
- La strana storia di Banda Sonora, regia di Francesca Archibugi - documentario (1997)
- Sotto la luna, regia di Franco Bernini - film TV (1998)
- Fuga dal Kosovo , regia di Giancarlo Bocchi - documentario TV (1999)
- Renzo e Lucia - miniserie TV (2004)
- La svolta, regia di Riccardo Antonaroli - film Netflix (2022) [1]
- La Storia, regia di Francesca Archibugi - serie TV (2024)

### Regista
- Biùtiful cauntri, co-regia con Andrea D'Ambrosio e Peppe Ruggiero - documentario (2007)
- Lievito madre - Le ragazze del secolo scorso,  co-regia con Concita De Gregorio - documentario (2017)

## Riconoscimenti
David di Donatello
- 2021 – Miglior montatrice per Favolacce[2]

Ciak d'oro
- 2006 – Miglior montaggio per Il caimano[3]
- 2008 – Miglior montaggio per Biùtiful cauntri e Lascia perdere, Johnny![4]